# Magdalenenstift (Altenburg)

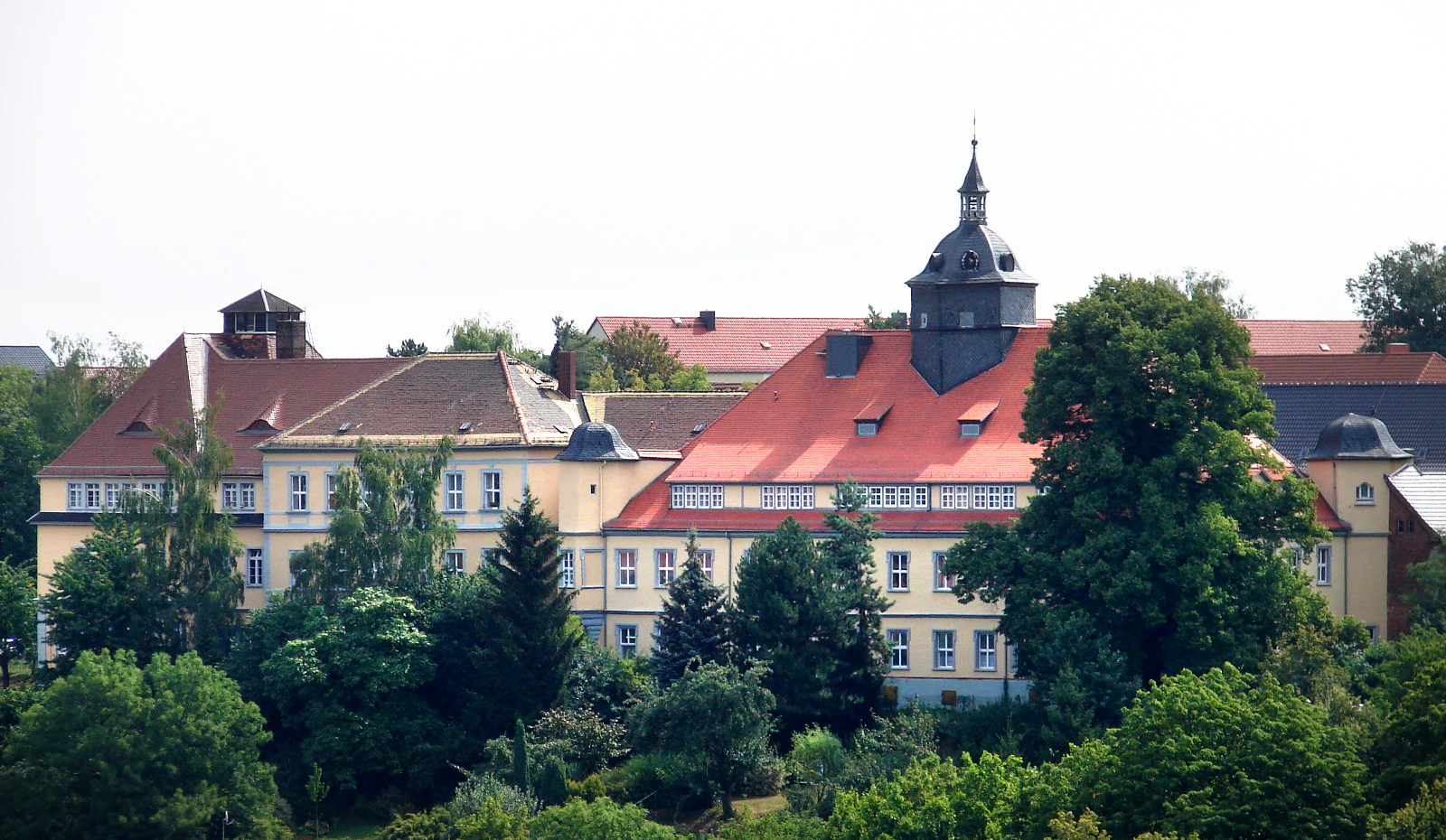

Das Magdalenenstift ist ein Kulturdenkmal im Zentrum der Stadt Altenburg und Sitz der kirchlichen Stiftung „Ev.-Luth. Magdalenenstift“.

## Geschichte

### Gründung

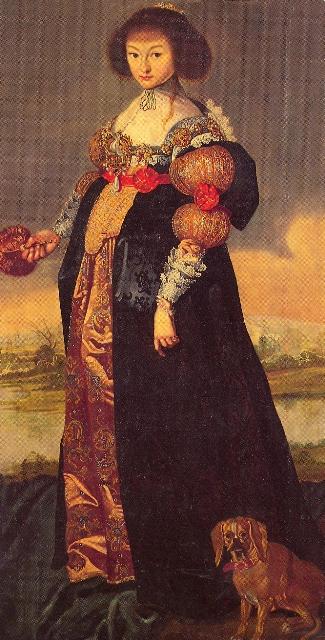
Magdalena Sibylle von Sachsen-Altenburg

Im Jahre 1665 wollte Herzog Friedrich Wilhelm II. für seine Frau Magdalena Sibylle von Sachsen Vorsorge treffen und ihr einen Witwensitz in Altenburg bauen lassen. Seine Wahl fiel auf den kleinen Berg gegenüber dem Schloss: Magdalena sollte im Alter immer das Schloss vor Augen haben. Im gleichen Jahr wurde das gesamte Grundstück abgesteckt und mit dem Bau der Fundamente des quadratischen Schlosses begonnen. Jedoch verstarb die Herzogin Magdalena Sybilla am 6. Januar 1668, vor der Fertigstellung der Gebäude. Mit ihrem Tod stockte der gesamte Weiterbau, und das unvollendete Gebäude wurde als Kornmagazin genutzt.
1702 wandte sich Henriette Catharina von Gersdorff, Lutheranerin und überzeugte Pietistin, an Herzog Friedrich II. von Sachsen-Gotha-Altenburg mit der Bitte um Unterstützung für den Aufbau eines evangelisch-lutherischen Frauenstifts. Dort sollten adlige „Capitularinnen“, also „unversorgte“ Frauen, leben und adlige Kinder im evangelischen Sinne unterrichtet und erzogen werden. Der Fürst trat ohne Zögern für die Pläne ein und schenkte dem Stift seinen heutigen Grund und Boden. 1703 wurde mit der Fertigstellung des Gebäudes begonnen. Am 4. Dezember 1705 wurde die Einweihung des Stifts feierlich begangen. Die Stiftung hat seitdem eine ununterbrochene Tradition.

### 18. und 19. Jahrhundert
Seit 1705 erfüllte das Magdalenenstift über zwei Jahrhunderte seinen Dienst als Internat und Mädchenschule für junge adlige Damen im Sinne einer evangelischen Erziehung. Um als Stiftsfräulein aufgenommen zu werden, mussten die Mädchen 7 Jahre alt sein, die Ausbildung war bis zum 17. Lebensjahr möglich. Der dreiklassige Unterricht und die Ausbildung erfolgte durch die Stiftspfarrer, Lehrkräfte aus der Stadt und im Stift angestellte adlige Damen.
Das Gebäudeensemble wurde Schritt für Schritt erweitert: So entstanden 1708 die Grabkapelle, 1710/11 ein Erstes Pfarrhaus, 1820 das Damenhaus, 1866/67 der Neubau des Pfarrhauses, 1870/71 die Stiftskirche, 1878 das Verbindungshaus, 1890/91 der Nordostflügel und 1898 die Turnhalle, die 1911 noch einmal aufgestockt wurde.

### 20. Jahrhundert
Einen ausführlichen Einblick in das Schul- und Internatsleben der Jahre 1936 bis 1938 gibt Maria Wellershoff geb. von Thadden in Von Ort zu Ort – Eine Jugend in Pommern. Zuvor hatte bereits Franziska zu Reventlow ihre Erfahrungen in Altenburg 1886/1887 in ihrem autobiografischen Roman Ellen Olestjerne verarbeitet.
Ostern 1938 wurde im ganzen Deutschen Reich eine neue Schulordnung eingeführt. Für das Magdalenenstift war die Durchführung der Verordnungen des Herrn Reichserziehungsministers über Privatschulen einschneidend. Die Schulklassen mussten aufgelöst werden und auf Weisung der Nationalsozialisten wurde die Genehmigung zur Weiterführung des Schulbetriebes nach Ostern 1939 nicht mehr erteilt. Maria von Wedemeyer arbeitete im Jahr 1944 eine Zeitlang als Erzieherin im Magdalenenstift. Im September 1944 wurde auf Anordnung des Reichsstatthalters in Thüringen, Fritz Sauckel, auch der Internatsbetrieb verboten. Das Magdalenenstift musste einen Mietvertrag mit dem Land Thüringen abschließen und seine Räumlichkeiten einer sogenannten Deutschen Heimschule zur Verfügung stellen. Nach Kriegsende konnte die Stiftung erhalten werden und wurde im Dezember 1945 der Inneren Mission der Ev.-Luth. Landeskirche Thüringens unterstellt. Ab 1946 beherbergte das Magdalenenstift neben dem Internat die Altenburger Bibelgesellschaft, die 1992 aufgelöst wurde, sowie von 1948 bis 1960 ein Seminar zur Ausbildung von Katechetinnen.
Mit dem Einzug eines Kindergartens 1958 und dem Aufbau des Blindenheimes 1961 begann eine neue Zeit im Stift. 1970 wurde das Internat aufgelöst und zwei Jahre später wurde die letzte Pröpstin Elisabeth Börger verabschiedet. Allerdings besteht noch heute ein Verein ehemaliger Stiftskinder.
In einer Sonderausstellung mit dem Titel „Erziehung und Emanzipation – Die verborgene Geschichte des Altenburger Magdalenenstifts“, gibt das Schloss- und Spielkartenmuseum Altenburg 2025 einen Einblick „in die Lebenswelt adliger Mädchen, die hier über Jahrhunderte hinweg erzogen und gebildet wurden – stets im Spannungsfeld zwischen christlicher Prägung und wachsender Eigenständigkeit.“

## Die Stiftung heute
Heute ist das Magdalenenstift ein Sozialzentrum mit vielfältigen diakonisch-sozialen Aufgaben. In den Jahren 1999 bis 2003 wurde das gesamte Gebäudeensemble grundlegend saniert und eine Verbindung von historischem Ambiente und moderner Funktionalität geschaffen.
Die Stiftung verbindet Hilfen und Angebote für Menschen jeden Alters in Einrichtungen der Kinder- und Jugendhilfe sowie der Senioren- und Behindertenhilfe im Altenburger Land. Am 4. Dezember 2005 beging die Stiftung ihr 300-jähriges Jubiläum.

## Vorstand
- Dirk Keiner, Vorstandsvorsitzender (Stand: Dezember 2022)[8]
- Sybille Wessel, Stellv. Vorstandsvorsitzende
- Adelheid Jencio-Gentele, Mitglied

## Stiftungsrat
- Andreas Gießler, Stiftungsratsvorsitzender (Stand: Dezember 2022)[8]